# Alexandre Fabri

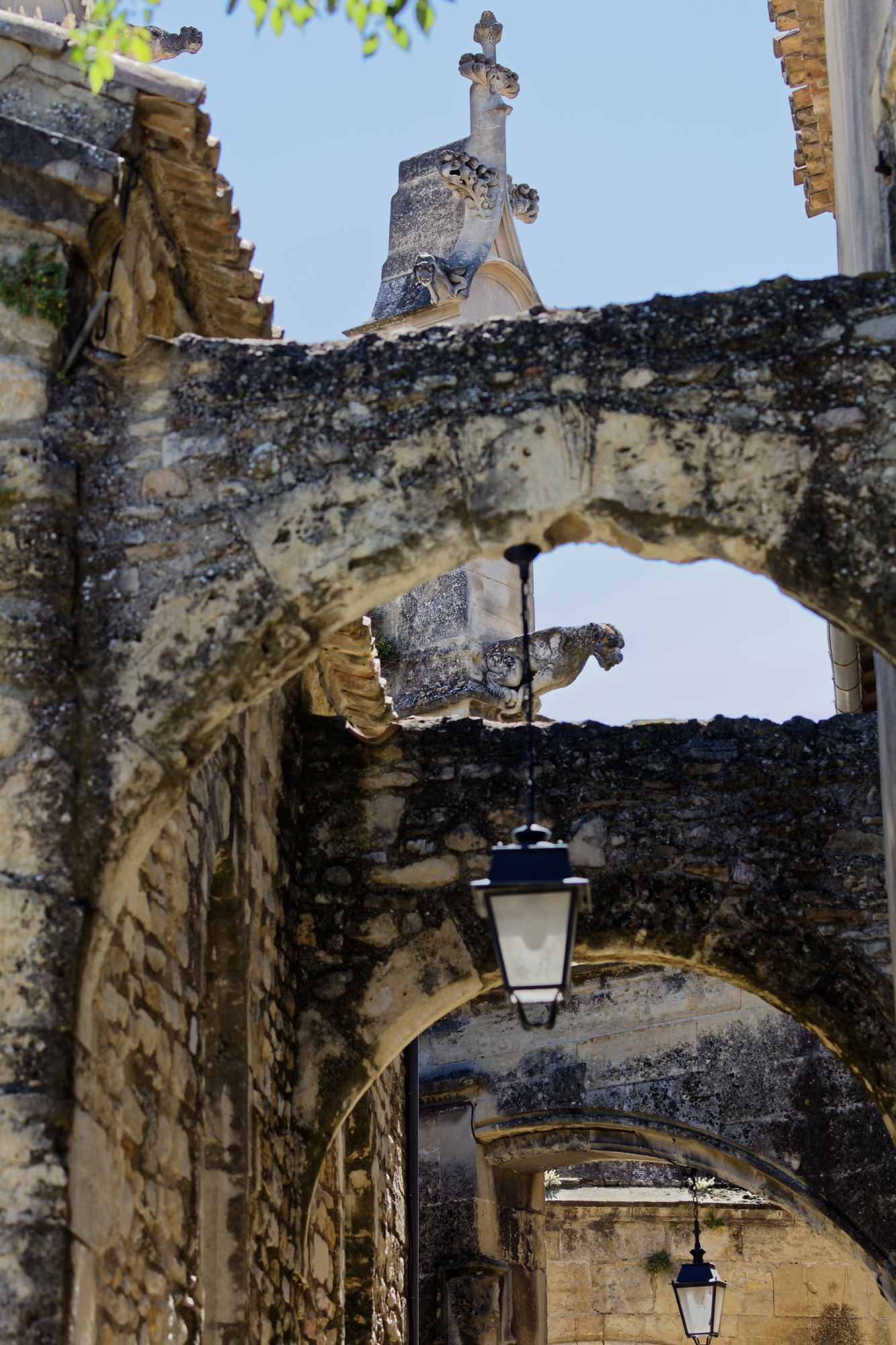
Restanten van het klooster naast de kerk van Caderousse (Vaucluse)

Alexandre Fabri (Bertinoro, midden 17e eeuw – Orange, 1674) was bisschop van Orange van 1667 tot zijn dood in 1674.

## Levensloop
Fabri was geboren in Bertinoro, in een onbekend jaar in de 17e eeuw; Bertinoro lag toen in de Pauselijke Staat. Fabri emigreerde mee met Jules Mazarin, afkomstig uit het koninkrijk Napels, naar Parijs. Fabri werd een naaste medewerker van kardinaal Mazarin. Zo hielp hij Mazarin bij zijn diplomatieke missies. In 1667 benoemde paus Clemens IX Fabri tot bisschop van Orange. Aartsbisschop de La Feuillade wijdde hem in Parijs tot bisschop, zodat Fabri kon afreizen naar de stad Orange in het zuiden. In het bisdom richtte hij een benedictinessenklooster op in Caderousse; de zusters kwamen over van Sarrians, wat ook in het bisdom Orange lag. Daarnaast hield Fabri zich lange tijd bezig met het herstellen van het bisschoppelijk paleis in Orange.
Hij stierf in 1674 en werd begraven naast het hoofdaltaar in de (toenmalige) kathedraal van Orange.
- International Standard Name Identifier: 0000 0003 9299 7997
- Nederlandse Thesaurus van Auteursnamen: 070031126
- Virtual International Authority File: 287207434
- WorldCat: E39PBJhCKjTQPM73g4t7dFvyh3